# Velluire
Velluire est une ancienne commune française située dans le département de la Vendée, en région Pays de la Loire.

## Géographie
Le territoire municipal de Velluire s’étend sur 958 hectares. L’altitude moyenne de la commune est de 8 mètres, avec des niveaux fluctuant entre 0 et 32 mètres,.

### Localisation
Velluire est une commune du sud-est de la Vendée.

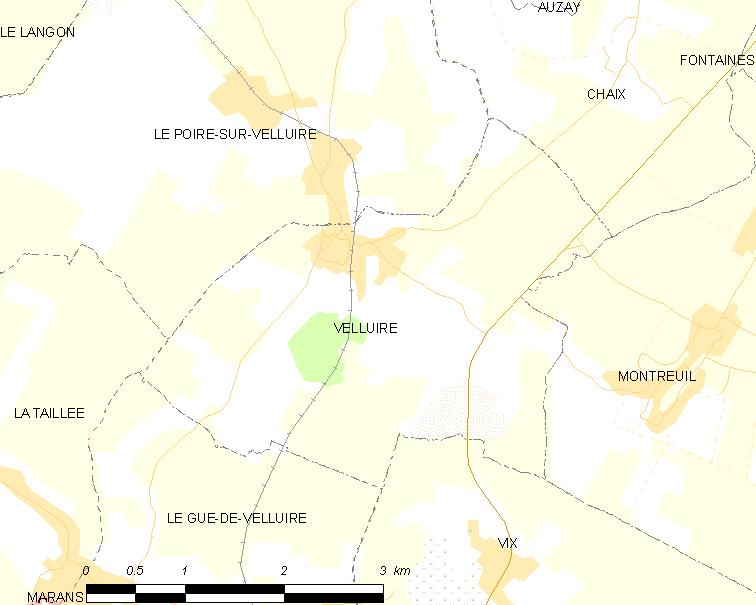
Carte de la commune.

|            | Le Poiré-sur-Velluire | Chaix     |
|            | Velluire              | Montreuil |
| La Taillée | Le Gué-de-Velluire    | Vix       |

## Histoire
Situé en bordure de l'ancien golfe des Pictons, le site de Velluire a été occupé depuis les temps préhistoriques, comme en témoignent les découvertes d'outils et d'armes en silex, tels que des coups-de-poing, des haches et des pointes de flèches. Pendant l'époque celtique, Velluire était déjà un modeste centre de population, comme l'atteste la découverte d'un torque gaulois en or massif à Massigny en 1851. Durant la période gallo-romaine, une voie routière longeant le golfe passait par Velluire. Dès le 5e siècle, une petite forteresse fut érigée à l'embouchure de la Vendée, favorisant ainsi l'essor d'un petit bourg. La navigabilité de la Vendée a contribué à un trafic important, ce qui a conduit à l'enrichissement du seigneur local. Les Voluire, seigneurs de la région, ont marqué l'histoire locale, notamment Pierre de Voluire, qui a encouragé les premiers assèchements des marais en 1217. Les activités principales ont toujours été pastorales, bien que les carrières de Massigny, réputées dès le 11e siècle, aient fermé avant la Seconde Guerre mondiale.  
L'église Saint-Jean, dont la mention remonte à 1197 parmi les biens de l'abbaye de Maillezais, a subi des dommages considérables lors des guerres de Religion en 1568. Malgré cela, quelques éléments de son architecture romane du XIIe siècle subsistent à l'intérieur, ainsi que l'abside à l'extérieur. Cette dernière est caractérisée par sa division en trois sections par des faisceaux de trois colonnes accolées et une frise située à mi-hauteur. Parmi les trois fenêtres qui l'éclairaient, celle du milieu a été agrandie au XVe siècle puis réduite au XXe siècle, tandis que celle de droite a été murée. Des colonnettes aux chapiteaux historiques soutiennent deux voussures, l'une représentant une tête d'homme et l'autre une tête de femme.
Les quatre piliers qui soutiennent le clocher, datant de la fin du XIXe siècle, remontent quant à eux au XIIe siècle et affichent un style roman. Ils sont surmontés de chapiteaux sculptés de grande qualité. Du côté du chœur, l'un de ces chapiteaux représente Samson et le lion, tandis que l'autre dépeint une atlante qui semble soutenir le poids d'une arcature. Du côté de la nef, les deux chapiteaux sont ornés, l'un de motifs de palmettes et l'autre de dragons ailés à bec d'aigle.
Le nom de Pierre de Velluire est lié à l'historique du dessèchement du marais poitevin. Dans plusieurs chartes du XIIe et du XIIIe, le seigneur concède aux moines l'autorisation de creuser des canaux sur ses terres. La plus célèbre concession date de 1217. Pierre de Velluire (Petrus de Volurio) autorise les abbés de Saint-Michel-en-l'Herm, de l'Absie, de Saint-Maixent, de Maillezais et de Nieul-sur-l'Autise, à creuser dans ses marais du Langon, de Vouillé et de l'Anglée un canal d'écoulement qui prendra pour nom le « canal des Cinq-Abbés ». Déjà en 1199, 18 ans plus tôt, Pierre de Voluire demande à Ostencius, abbé de l'abbaye de Moreilles, de creuser les sept premiers kilomètres du marais poitevin : le canal de Bot Neuf, aujourd'hui appelé canal du Clain.
Au cours du XIXe siècle, la commune de Velluire a bénéficié d'une période de prospérité grâce à l'introduction du chemin de fer. À cette époque, le village est devenu un carrefour ferroviaire important, assurant des liaisons entre Nantes et Bordeaux, ainsi qu'entre Velluire et Bressuire. Cependant, cette dernière liaison a été interrompue en 1969. L'implantation d'une usine de transformation de cornichons en 1966 a représenté un élément significatif de l'économie locale, mettant en valeur la tradition agricole du marais. Néanmoins, cette usine a mis fin à ses activités en 1996.
Le 1er janvier 2019, la commune fusionne avec Le Poiré-sur-Velluire pour former la commune nouvelle des Velluire-sur-Vendée dont la création est actée par un arrêté préfectoral du 17 août 2018.

## Politique et administration

### Liste des maires
| Période                                  | Période                      | Identité           | Étiquette | Qualité                               |
| ---------------------------------------- | ---------------------------- | ------------------ | --------- | ------------------------------------- |
| Avant 1967                               | ?                            | Docteur P.H. Maury | FGDS      | Médecin rural                         |
| 1977                                     | 1989                         | Michel Loriou      |           |                                       |
| 1989                                     | 24 mars 2001                 | Dominique Bouhier  |           |                                       |
| 24 mars 2001                             | 23 mai 2002 (démissionnaire) | Marcel Cardin      |           | Retraité de la SNCF                   |
| 22 juin 2002                             | 4 avril 2014                 | Dominique Pillette |           | Fonctionnaire de police à la retraite |
| 4 avril 2014                             | 31 décembre 2018             | Laurent Dupas      | DIV       | Facteur                               |
| Les données manquantes sont à compléter. |                              |                    |           |                                       |

### Liste des maires délégués
| Période        | Période     | Identité      | Étiquette | Qualité |
| -------------- | ----------- | ------------- | --------- | ------- |
| 3 janvier 2019 | 18 mai 2020 | Laurent Dupas | DIV       | Facteur |

À la suite du renouvellement du 15 mars 2020, le premier conseil municipal des Velluire-sur-Vendée fait le choix de ne nommer aucun maire délégué dans les communes déléguées. Ainsi, depuis le 18 mai 2020, le poste de maire délégué de Velluire est vacant.

### Environnement
Velluire a obtenu une fleur au Concours des villes et villages fleuris (palmarès 2007).

## Démographie
L'évolution du nombre d'habitants est connue à travers les recensements de la population effectués dans la commune depuis 1793. Pour les communes de moins de 10 000 habitants, une enquête de recensement portant sur toute la population est réalisée tous les cinq ans, les populations de référence des années intermédiaires étant quant à elles estimées par interpolation ou extrapolation. Pour la commune, le premier recensement exhaustif entrant dans le cadre du nouveau dispositif a été réalisé en 2006.

En 2016, la commune comptait 715 habitants, en évolution de +28,83 % par rapport à 2010 (Vendée : +5,33 %, France hors Mayotte : +2,11 %).
| 1793 | 1800 | 1806 | 1821 | 1831 | 1836 | 1841 | 1846 | 1851 |
| ---- | ---- | ---- | ---- | ---- | ---- | ---- | ---- | ---- |
| 557  | 605  | 576  | 600  | 606  | 601  | 606  | 645  | 640  |

| 1856 | 1861 | 1866 | 1872 | 1876 | 1881 | 1886 | 1891 | 1896 |
| ---- | ---- | ---- | ---- | ---- | ---- | ---- | ---- | ---- |
| 622  | 626  | 633  | 637  | 633  | 637  | 634  | 641  | 671  |

| 1901 | 1906 | 1911 | 1921 | 1926 | 1931 | 1936 | 1946 | 1954 |
| ---- | ---- | ---- | ---- | ---- | ---- | ---- | ---- | ---- |
| 642  | 649  | 626  | 588  | 583  | 553  | 513  | 506  | 503  |

| 1962 | 1968 | 1975 | 1982 | 1990 | 1999 | 2006 | 2011 | 2016 |
| ---- | ---- | ---- | ---- | ---- | ---- | ---- | ---- | ---- |
| 504  | 420  | 400  | 492  | 514  | 508  | 508  | 564  | 715  |

En 2008, Velluire occupait le 15 649e rang au niveau national, alors qu'elle était au 15 075e en 1999, quant au nombre d'habitants et le 242e au niveau départemental sur 282 communes.

## Culture locale et patrimoine

### Lieux et monuments
- Église Saint-Jean-Baptiste.

### Personnalités liées à la commune
- Pierre Goguet (12 mai 1830, Velluire - 25 janvier 1886, Saint-Maixent) notaire et homme politique.

### Héraldique
| Blason | Blasonnement : Écartelé : au premier, d'or au château de gueules, maçonné de sable ; au deuxième, de sinople à la traverse ondée d'argent ; au troisième, d'azur à la torque versée d'or ; au quatrième, d'or à la fasce fuselée de cinq pièces de gueules. |

Ce blason reprend les armes des Voluire, et le château rappelle que Velluire était une châtellerie. Le torque évoque les vestiges mis au jour sur le territoire de la commune, et la rivière signale l'importance de la Vendée dans l'économie locale.

## Pour approfondir